# 體育運動列表
以下列表列出各種不同的運動：

## 雜技藝術
- 霹雳舞
- 樂旗隊
- 舞蹈
- 競技啦啦隊
- 體育舞蹈
- 舞龍及舞獅
- 花样滑冰
- 花式奔跑
- 高踢（英语：High kick）
- 滑翔伞
- 跑酷
- 桿術運動（英语：Pole sports）
- 競技啦啦隊
- 蹦床体操

## 空中運動
- 特技飛行競技（英语：Competition aerobatics）
- 空中競速（英语：Air racing）
  - 叢集氣球（英语：Cluster ballooning）
  - 跳躍氣球（英语：Hopper balloon）
  - 無人機賽（英语：Drone racing）
- 滑翔
- 懸掛滑翔（英语：Hang gliding）
  - 動力懸掛滑翔（英语：Powered hang glider）
- 人力飛行器（英语：Human powered aircraft）
- 飞机模型
- 跳伞
  - 自殺式跳傘（英语：Banzai skydiving）
  - 低空跳伞
  - 空中衝浪（英语：Skysurfing）
  - 飛鼠裝滑翔運動
  - 室內跳傘
- 滑翔伞
  - 動力滑翔傘（英语：Paramotoring）
- 超輕型航空（英语：Ultralight aviation）

## 水上運動和划槳運動

### 加拿大式艇（Canoeing）
- 皮划艇
- 外撐獨木舟（英语：Outrigger canoeing）

### 愛斯基摩艇（Kayaking）
- 溪流划艇（英语：Creeking）
- 飛艇
- 自由划艇（英语：Freeboating）
- 海上皮划艇（英语：Sea kayaking）
- 噴水艇（英语：Squirt boating）
- 衝浪皮划艇（英语：Surf kayaking）
- 激流皮划艇（英语：Whitewater kayaking）

### 泛舟
- 泛舟

### 赛艇
- 赛艇

## 冒險運動
| - 無線電測向運動 - 洞穴探險 - 攀冰 |  | - 野外定向 - 登山 - 攀岩 - 高空彈跳 |

## 動物運動
- 釣魚
- 賽鴿
- 犬隻運動
- 鬥雞
- 大象馬球
- 倉鼠競賽
- 鴿子競賽
- 釣魚競賽
- 海浪釣魚
- 馬術
  - 跳欄賽馬
  - 賽馬
  - 西部牛仔馬術賽
  - 戰馬車賽馬
  - 馬球
  - 盛裝舞步
  - 亨特跳線

## 田徑運動
- 跳躍
  - 三級跳
  - 跳遠
  - 跳高
  - 撑竿跳高
- 投擲
  - 擲鐵餅
  - 擲鏈球
  - 擲標槍
  - 梭標投射器
  - 推鉛球
- 競走
- 跑步
- 走路

## 滑板運動
- 衝浪
- 滑浪風帆
- 滑水板
- 花式滑水
- 溜冰板
- 風箏滑水
- 淺水沖浪
- 滑板
- 街頭蛇行板
- 滑山板
- 鞦韆
- 單板滑雪
- 雪上風箏
- 滑沙
- 旱地雪橇
- 雙龍板

## 滾軸運動
- 速度滾軸溜冰
- 藝術滾軸溜冰
- 自由式輪滑
- 單線曲棍球
- 雙排曲棍球
- 滑板
- 極限輪滑
- 滾軸阻攔
- 滾軸速降
- 滾軸迴轉
- 滑板車

## 格鬥
- 綜合格鬥
- 唐手/空手道
- 摔跤
- 棒術
- 跆拳道
- 中國武術
- 居合道
- 截拳道
- 忍术
- 柔道
- 柔術 (Ju-Jitsu)
- 巴西柔術
- 合氣道
- 韓式合氣道
- 劍道
- 角力
- 擊劍
- 拳擊
- 国际象棋拳击
- 踢拳
- 以色列搏擊防身術
- 泰拳
- 職業摔角
- 法国踢腿术
- 越武道
- 相撲
- 躰道（Taido）

## 場地運動
球拍運動以外的場地運動
- 美式足球
- 壁手球
- 籃網球
- 排球
- 手球
- 籃球
- 足球
- 羽毛球

## 單車
使用自行车或單輪車的運動。 
| - 單車球 - 室內花式單車 - 小轮车 - 越野競賽 - 爬上自行車競賽 - 山地獨輪車 |  | - 公路自行车运动 - 場地自行車 |

## 耐力運動
| - 自行车运动 - 跑步 - 超馬拉松 |  | - 三项全能 - 速度輪滑 - 鐵人三項 |

## 娛樂性運動
- 職業摔角
- 体育舞蹈
- 跳舞機

## 極限運動
| - 攀岩 - 极限烫衣 - 極限體能王 - 滑翔 |  | - 攀冰 - 自由潜水 |  | - 水肺潛水 |  | - 衝浪 - 衝浪釣魚 - 滑水 - 太空球 |

## 體操運動
| - 单杠 - 藝術體操 - 體操 - 特技體操 |  | - 有氧健身操 - 彈床 |

## 雜項運動
| - 卡巴迪 - VX球 - 機器人格鬥 - 电子竞技 |  | - 爬上滑板 - 跑酷 - 繩球 - 競技操槍 |

## 汽車競賽運動
- 賽車
- 高卡車

## 多項混合運動
- 現代五項
- 三項全能

## 球拍運動
運動員使用球拍擊球或其他物件的運動。
| - 羽毛球 - 匹克球 - 美式牆網球 |  | - 軟式網球 - 快速球 - 壁球 - 乒乓球 - 網球 |

## 冰上運動
| - 班迪球 - 冰球 - 滑冰 |  | - 競速滑冰 |

## 滑雪或滑雪板運動
| - 高山滑雪 - 冬季兩項 - 越野滑雪 - 自由式滑雪 - 北歐混合式滑雪 |  | - 跳台滑雪 - 單板滑雪 |

## 雪橇運動
| - 雪车 - 雪橇 |  | - 钢架雪车 - 长雪橇（Toboggan） |

## 力量運動
| - 舉重 - 健美 - 英雄體育 |  | - 健力 - 拔河 - 比腕力 - 掰腳趾腕 |

## 桌上運動
| - 雙陸棋 - 廿一點 - 彈戲 - 橋牌 - 鋤大弟 - 紙牌遊戲 - 英國跳棋 - 中國跳棋 - 國際象棋 - 象棋 (消歧义) - 屏風式四子棋 - 魔術方塊 - 國際跳棋 - 骨牌 - 围棋 - 五子棋 - 播棋 - 麻将 - 大富翁 - 直棋 - 撲克 - 黑白棋 - 兰米牌（Rummy） - 日本將棋 - Scrabble - 集換式卡片遊戲 - 數獨 (Sudoku) - 桌上足球 - UNO |

## 电子竞技运动
- 極速領域
- 傳說對決
- 決勝時刻M
- 絕地求生M
- carparkingMultiplayer
- Free Fire
- 跑跑卡丁車
- 絕對武力
- 荒野亂鬥
- 英雄聯盟
- 星海爭霸
- 太鼓之達人
- maimai
- 音擊
- SOUND VOTEX
- 特戰英豪
- 絕對武力：全球攻勢
- 絕地求生

## 目标運動
目的是接近目标的運動。
- 射箭
  - 弓道
- 撞球
  - 開侖
  - 9號球
  - 8號球
  - 10號球
  - 14.1
  - 司諾克
  - 英式撞球
  - 俄式撞球
  - 瓶式撞球

- 硬地滾球
- 保齡球
- 槌球（Croquet）
- 冰壺
- 飛鏢
- 高爾夫球
- 飞盘高尔夫

- 草地滾球
- 地擲球
- 射擊運動

## 隊際體育
| - 美式足球 - 澳式足球 - 班迪球 - 籃球 - 棒球 - 沙灘手球（Beach handball） - 沙灘足球 - 沙灘欖球（Beach rugby） - 沙灘排球 - 室內曲棍網球（Box lacrosse） - 保齡球 - 壁網球 - 冰上掃帚球（Broomball） - 爱尔兰式曲棍球（Camogie） - 加拿大式足球 - 獨木舟水球 - 競技啦啦隊 - 木球 - 冰壺 - 躲避球 - 伊頓牆球 - 曲棍球 |  | - 浮士德球 - 福乐球 - 足球 - 足排球 - 室內足球 - 愛爾蘭式橄欖球 - 愛爾蘭式手球 - 門球 - 盲人门球 - 隊際手球 - 马蹄铁 - 板棍球 - 冰球 - 旱地冰球 - 卡巴迪 - 足壘球 - 合球 - 長曲棍球 |  | - 中美洲蹴球 - 無擋板籃球 - 彩彈 - 法式滾球 - 馬球 - 滑輪曲棍球 - 圓場棒球 - 皮艇球 - 聯盟式欖球 - 橄欖球 - 藤球 - 匹克球 |  | - 壘球 - 網球 - 巧固球 - 水底足球 - 水底曲棍球 - 水底橄欖球 - 排球 - 水球 - 輪椅籃球 - 輪椅欖球 - 威浮球 - 足毽 |

## 水上運動
運動項目在水上及接近水上進行：
| - 跳水 - 輕艇 - 划船 - 帆船 |  | - 水肺潛水 - 衝浪 - 游泳 - 水球 |  | - 蹼泳 - 极限水上滑板 - 滑水 - 人魚運動 |

## 外部連結
- Countries comparison, ranking list sports （页面存档备份，存于）